# Sea Hunter
La Sea Hunter è una imbarcazione a pilotaggio remoto che fa parte del programma del DARPA per la lotta antisommergibile.
Costruita dalla Vigor Industrial, è stata varata il 7 aprile 2016 a Portland, Oregon.
La Sea Hunter fa parte della Classe Sea di imbarcazioni sperimentali in cui figurano la Sea Shadow, Sea Fighter e la Sea Slice.